# Al-Arabiya
Al-Arabiya (arabisch العربية, DMG al-ʿArabīya, englisch Al Arabiya geschrieben, deutsch auch Al-Arabija) ist ein arabischsprachiger Nachrichtensender in der Dubai Media City in den Vereinigten Arabischen Emiraten.
Der Fernsehsender wurde am 3. März 2003 als Teil des Medienkonzerns MBC gegründet. Er versteht sich selbst als unabhängiger 24-Stunden-Nachrichtensender, der in besonderem Maße auf die Belange der arabischen Welt eingeht, und gilt als größter Konkurrent des bekannteren Nachrichtensenders Al Jazeera aus Katar.
Der Konzern MBC befindet sich im Besitz saudischer Investoren.
In Europa erregte der Sender großes Aufsehen, als er am 15. April 2004 ein Tonband veröffentlichte, worin ein Sprecher, der als Osama bin Laden identifiziert wurde, europäischen Staaten, die nicht am Irak-Krieg beteiligt waren, einen Waffenstillstand anbot. Das Tonband wurde am gleichen Tag auch auf Al Jazeera veröffentlicht.
Während des israelischen Angriffes auf den Gazastreifen ab Dezember 2023 stellte der Sender die israelische Sichtweise in den Vordergrund. Er brachte unter anderem Interviews mit dem israelischen Armeesprecher Daniel Hagari, was eine Perspektive widerspiegelt, die mit der Sichtweise des israelischen Militärs übereinstimmt. Israelische Medien übernahmen häufig Meldungen von Al-Arabiya, um die israelische Zensur zu umgehen.